# Titanic Quarter

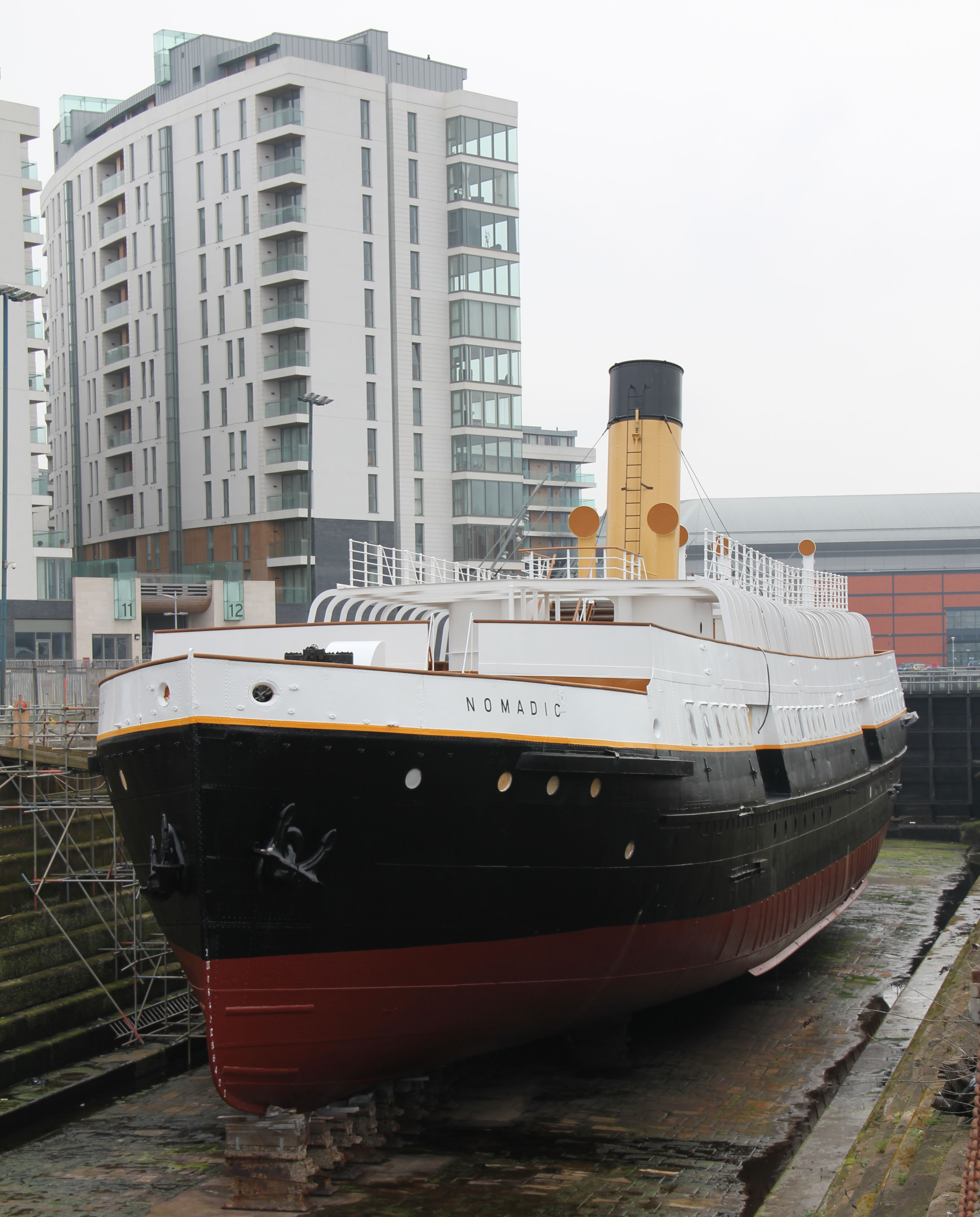
SS Nomadic dipinto in livrea White Star Line dopo la prima fase di restauro (2012).

Il Titanic Quarter è un'area residenziale e lavorativa nell'area portuale della città di Belfast, nell'ex sito del cantiere navale Harland & Wolff. Comprende monumenti storici marittimi vicino a studi cinematografici, istituti scolastici, appartamenti e al quartiere dei divertimenti lungo il fiume Lagan. Nel porto di Belfast, sul terreno di fronte agli ex moli, vi è il più grande museo commemorativo del mondo a tema Titanic, il Titanic Belfast che è un'attrazione turistica. Fino al 1995, questa ex area industriale era conosciuta come Queen's Island. Questo sito di 75 ettari comprendeva parte del cantiere navale Harland & Wolff, dove il marchio più famoso della città, il transatlantico Titanic, fu costruito tra il 1909 e il 1911. L'attuale bacino di carenaggio è stato inoltre dotato dell'unica nave superstite della compagnia di navigazione White Star Line, la SS Nomadic.